# الدوري الكولومبي لكرة القدم 2018
الدوري الكولومبي لكرة القدم 2018 (بالإسبانية: Torneo Finalización 2018)‏ هو الموسم 71 من الدوري الكولومبي لكرة القدم. كان عدد الأندية المشاركة فيه 20، وفاز فيه أتلتيكو جونيور.